# Szegélyes vidrapók
A szegélyes vidrapók (Dolomedes fimbriatus) a pókszabásúak (Arachnida) osztályának pókok (Araneae) rendjébe, ezen belül csodáspókfélék (Pisauridae) családjába tartozó faj.
Nemének a típusfaja.

## Előfordulása
A szegélyes vidrapók Eurázsia nagy részén megtalálható. Közép-Európában, így Magyarország egész területén is mindenütt előfordul, de száma fokozatosan fogyatkozik, mivel a háborítatlan vizes élőhelyek száma egyre csökken.

## Megjelenése
A szegélyes vidrapók feltűnően nagy termetű vadászpókfaj, fogóhálót nem készít. A nőstény testhosszúsága 15-20 milliméter is lehet, a hím általában feleekkora. Alapszíne világos- vagy sötétbarna, a test két oldalán egy-egy fehér vagy sárgás hosszanti sávval. A potrohon gyakran világosabb, lándzsaszerű folt, valamint párosan elhelyezkedő fehér pontok találhatók. Szemei három sorba rendeződtek: elöl, keresztirányú sorban, 4 kisebb, mögöttük 2 pár nagyobb szeme van, melyek előrekeskenyedő trapézmintát képeznek. Ennek szélessége nagyobb a hosszánál (a vidrapókok ebben különböznek a megjelenésükben hasonló farkaspókféléktől (Lycosidae)).

## Életmódja
A szegélyes vidrapók vízpartokon, nedves réteken él. A szegélyes vidrapók a víz felszínén tud szaladni, sőt a víz alá is merülhet. Így ebihalakat vagy apró halakat zsákmányol, melyeket méreganyagával másodpercek alatt megöl.

## Szaporodása
A nőstény a petéket egy csomóba rakja le, s a csáprágóinál fogva cipeli magával. Egy hónap után a földfelszíntől körülbelül fél méter magasságra, vízparti növények levelei, szárai közé rögzíti a petecsomót. Addig őrzi, amíg utódai nem önállósulnak. A petékből a kis pókok nyár végén kelnek ki, áttelelnek, s a következő őszre fejlődnek ki teljesen.